# Вольф Гагеман
Вольф Гаґеман (нім. Wolf Hagemann; 20 липня 1898 — 12 вересня 1983) — німецький воєначальник, генерал-лейтенант вермахту (1 вересня 1944). Кавалер Лицарського хреста Залізного хреста з дубовим листям.

## Біографія

### Перша світова війна
У березні 1916 року вступив на військову службу фенріхом в гренадерський полк. З квітня 1916 року — на фронті, з липня 1916 року — лейтенант, командир кулеметного взводу. У травні 1917 року — важко поранений. З листопада 1917 року — командир кулеметної роти. У червні 1918 року знову поранений.

### Між світовими війнами
Продовжив службу в рейхсвері. У 1919 році воював проти поляків в Сілезії
До початку Другої світової війни — командир гірсько-єгерського батальйону, майор.

### Друга світова війна
Учасник Польської, Норвезької і Східної кампаній.
У червні 1942 року важко поранений в боях за Севастополем. З листопада 1942 року — викладач в піхотному офіцерському училищі (Дёберіц).
З грудня 1943 року — командир 336-ї піхотної дивізії, яка діяла в Криму. 
З березня 1944 року — генерал-майор. У травні 1944 року був важко поранений під час радянського штурму Севастополя.
З 7 липня 1944 року — командир 541-ї гренадерської дивізії , яка діяла в Польщі. Учасник боїв у Східній Пруссії.
У березні 1945 року — командувач корпусом «Одер». У травні 1945 року — командувач 48-м танковим корпусом. Після капітуляції Німеччини 8 травня 1945 року взятий у американський полон, відпущений на свободу в 1947 році.

## Нагороди
- Залізний хрест
  - 2-го класу (6 липня 1916)
  - 1-го класу (5 липня 1917)
- Орден «За заслуги» (Вальдек) 4-го класу
- Нагрудний знак «За поранення» в чорному (20 липня 1918)
- Сілезький Орел 2-го і 1-го ступеня
- Почесний хрест ветерана війни з мечами (15 січня 1935)
- Медаль «За вислугу років у Вермахті» 4-го, 3-го і 2-го класу (18 років) (2 жовтня 1936) — отримав 3 медалі одночасно.
- Медаль «У пам'ять 1 жовтня 1938»
- Застібка до Залізного хреста
  - 2-го класу (24 жовтня 1939)
  - 1-го класу (10 травня 1940)
- Лицарський хрест Залізного хреста з дубовим листям
  - Лицарський хрест (4 вересня 1940)
  - Дубове листя (№484; 4 червня 1944)
- Нарвікський щит (10 листопада 1940)
- Командор ордена Зірки Румунії (11 жовтня 1941)
- Медаль «За зимову кампанію на Сході 1941/42» (5 серпня 1942)
- Кримський щит
- Орден Михая Хороброго 3-го класу (Румунія) (12 липня 1944)